# Leo O'Brien
Leo O'Brien (né à New York le 2 novembre 1970 et mort dans cette ville le 10 octobre 2012) est un acteur  de film américain . Il est surtout connu comme Richie Green dans le film Le Dernier dragon en 1985.
O'Brien a grandi à Harlem et est le frère cadet de Guy O'Brien, mieux connu comme Master Gee du groupe de rap pionnier, The Sugarhill Gang.

## Filmographie
- 1985 : Le Dernier Dragon (The Last Dragon) de Michael Schultz : Richie Green
- 1985 : House rap (Rappin) de Joel Silberg : Allan
- 1991 : New Jack City de Mario Van Peebles : enfant sur le perron